# 寺内駅
寺内駅（てらうちえき）は、栃木県真岡市寺内にある真岡鐵道真岡線の駅である。

## 歴史
- 1912年（明治45年）4月1日：官設鉄道の駅として開業[1][2]。
- 1958年（昭和33年）9月5日：業務委託化[1][3]。
- 1963年（昭和38年）1月10日：貨物取扱廃止[1][2]。
- 1970年（昭和45年）3月10日：荷物扱い廃止[4]。駅員無配置駅となり[5]、簡易委託化（商店）[1]。
- 1987年（昭和62年）4月1日：国鉄分割民営化により、東日本旅客鉄道（JR東日本）の駅となる[2]。
- 1988年（昭和63年）
  - 3月31日：委託解除、無人化。
  - 4月11日：真岡鐵道に転換[1][2]。

## 駅構造

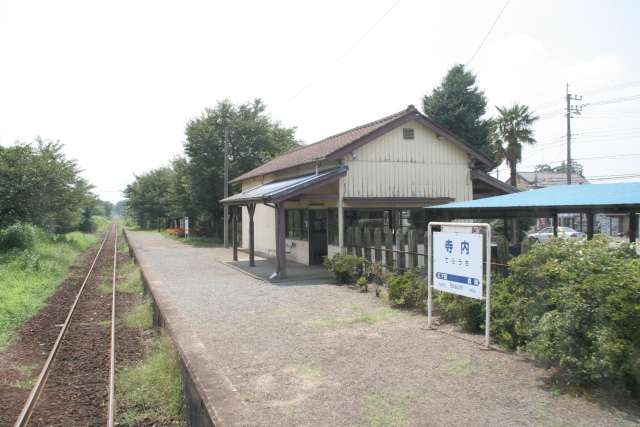
ホーム（2007年8月）

単式ホーム1面1線を有する地上駅。木造の駅舎を持つ無人駅である。

## 利用状況
近年の一日平均乗車人員の推移は下記のとおり。
| 乗車人員推移 | 乗車人員推移    |
| 年度         | 1日平均乗車人員 |
| ------------ | --------------- |
| 2007         | 31              |
| 2008         | 45              |
| 2009         | 34              |
| 2010         | 34              |
| 2011         | 33              |
| 2012         | 45              |
| 2013         | 52              |
| 2014         | 53              |
| 2015         | 44              |
| 2016         | 43              |
| 2017         | 41              |
| 2018         | 50              |
| 2019         | 38              |

## 駅周辺
駅前には数軒商店がある。駅前広場がある。
- 真岡第一工業団地
- 国道294号
- 国道408号
- 旧真岡市立中村東小学校
- 真岡市立中村小学校

## その他
- テレビドラマ『相棒 season8』 第5話「背信の徒花」で「間宮駅」としてロケが行われた[6]。

## 隣の駅
真岡鐵道
■真岡線
- 「SLもおか」停車駅

下り 6103列車（「SLもおか」運転日のみ）
通過
普通
久下田駅 - 寺内駅 - 真岡駅